# Julius Schlaich
Julius Schlaich (* 26. Juli 1860 in Geislingen; † 1937 in Ellwangen) war ein deutscher Verwaltungsbeamter.

## Leben
Schlaich studierte von 1880 bis 1882 katholische Theologie und anschließend bis 1885 Kameralwissenschaft an der Eberhard Karls Universität Tübingen. Ab 1882 war er Mitglied der katholischen Studentenverbindung AV Guestfalia Tübingen. 1885 legte er die erste und 1886 die zweite höhere Dienstprüfung ab. Von 1887 bis 1890 war er stellvertretender Amtmann an den Oberämtern Riedlingen, Besigheim und Neckarsulm. Anschließend war bis 1897 Amtmann beim Oberamt Crailsheim. Er war ab 1897 Kollegialhilfsarbeiter bei der Regierung des Neckarkreises in Ludwigsburg. 1899 wurde er Oberamtsverweser und 1900 Oberamtmann des Oberamts Neresheim. Danach war er von 1904 bis 1909 Oberamtmann des Oberamts Aalen. Ab 1909 war er als Regierungsrat bei der Regierung des Jagstkreises in Ellwangen tätig. Dort wurde er 1918 zum Oberregierungsrat befördert. 1919 war er für einige Monate zum Verwertungsamt für freiwerdendes Heeresgerät in Berlin einberufen. Nach der Auflösung der Kreise wurde er 1924 zeitlich und 1927 endgültig in den Ruhestand versetzt.

## Auszeichnungen
- 1906 Karl-Olga-Medaille in Silber
- 1913 Ritterkreuz 1. Klasse des Friedrichs-Ordens
- 1916 Charlottenkreuz